# آگوست وسا
آگوست وسا (انگلیسی: August Vesa; ۱۵ اکتبر ۱۸۷۸ – ۱ مهٔ ۱۹۱۸) سیاستمدار، و روزنامه‌نگار اهل فنلاند بود. او از سال ۱۹۰۸ تا ۱۹۰۹ عضو پارلمان فنلاند و نماینده حزب سوسیال دموکرات فنلاند (SDP) بود. در طول جنگ داخلی فنلاند، وسا در کنار سرخ‌ها قرار گرفت، توسط نیروهای سفید دستگیر و تیرباران شد.